# Phrynarachne mammillata
Phrynarachne mammillata är en spindelart som beskrevs av Song 1990. Phrynarachne mammillata ingår i släktet Phrynarachne och familjen krabbspindlar. Inga underarter finns listade i Catalogue of Life.